# FAP (photographie)
Pour les articles homonymes, voir FAP.

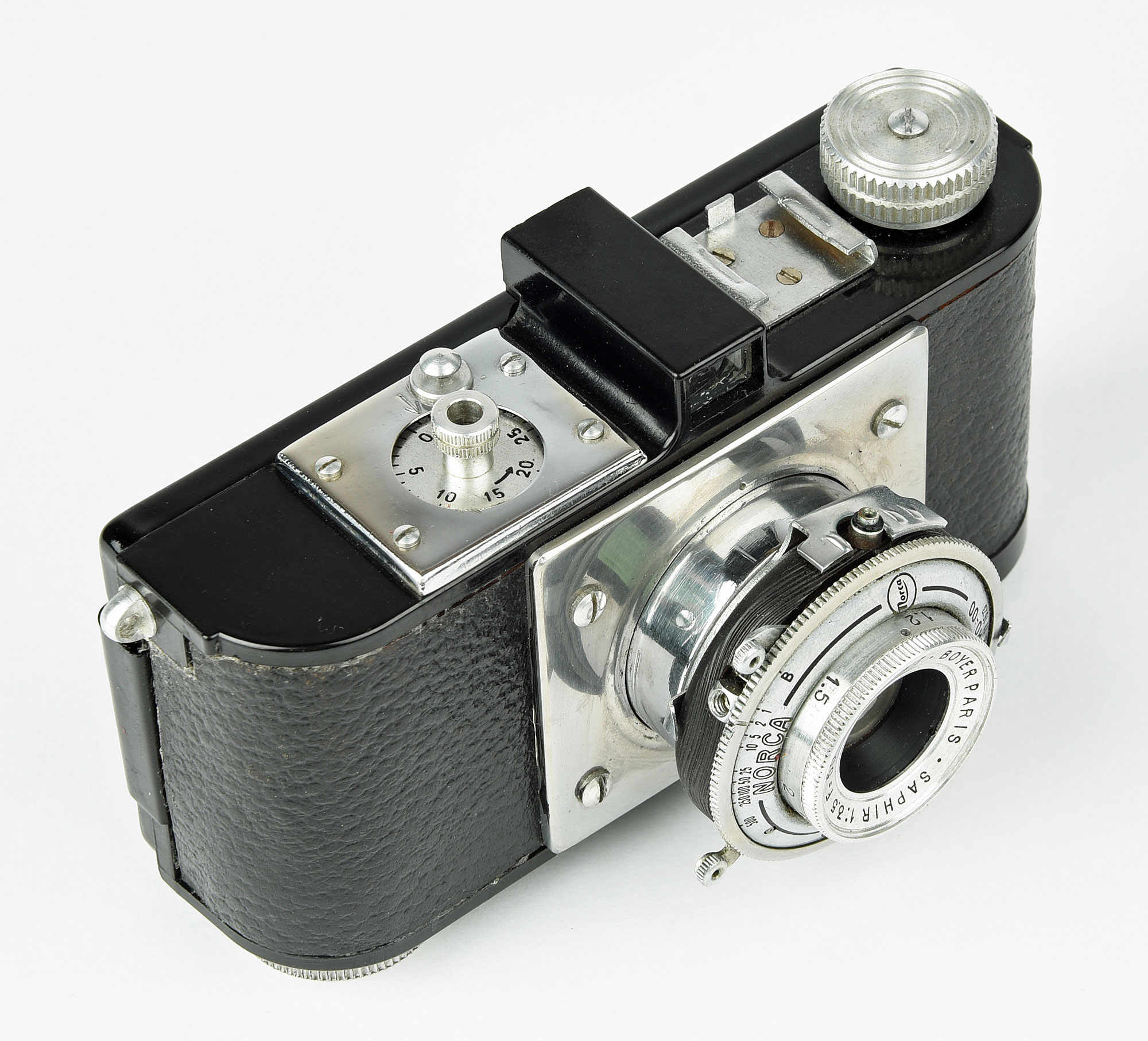
FAP Norca B, 24 x 36 mm en bakélite

La FAP (Fabrique d'Appareils photographiques ou Fabrique d'Articles photographiques selon les sources) est une marque française disparue d'appareils et d'accessoires photographiques établie à Suresnes.

## Histoire
FAP est un fabricant de matériel photographique qui est surtout connu pour les trois versions de son appareil Norca sorties entre 1938 et 1948.

## Production
Le Norca apparait en 1938. Il sera appelé Norca A après la sortie des autres versions. Selon Bernard Vial, c'est le premier vrai 24 x 36 fabriqué en France ce qui lui vaut une estime supérieure à ce que ses qualités mériteraient. Il est très semblable à l'Argus A américain avec le même corps moulé en bakélite (mais recouvert de cuir) et le même système de tube coulissant portant l'ensemble obturateur objectif maintenu rentré par une baïonnette et poussé en position de travail par un ressort. L'obturateur et l'objectif sont par contre français avec un Saphir Boyer ou un Flor Berthiot de 50 mm ouverts à 1/3.5 sur un Gitzo au 1/300 ou au 1/175 de seconde. Le directeur de la FAP est fait prisonnier en 1940 et la production est suspendue jusqu'à son retour en 1945.
En 1945, dès le retour de captivité du directeur le Norca B sort avec un système plus rationnel pour le positionnement du bloc obturateur objectif qui doit maintenant être tiré en place puis verrouillé par une rotation. L'obturateur Gitzo est rapidement remplacé par un FAP Rapid Synchro au 1/500, copie du Compur allemand probablement développée en Allemagne pendant la captivité. Les ventes initiales sont bonnes puisqu'il y a peu de 24 x 36 sur le marché mais très vite les appareils en bakélite marquent le pas face à ceux en métal.
En 1947 la marque exhume le moule du Rower (un appareil en bakélite dont le fabricant français actif depuis 1935 a fait faillite en 1940) pour en faire le Pin Up. L'appareil est transformé en 24 x 36 mais ne peut accueillir que des bobines spéciales de 12 vues. Les sources divergent au sujet de l'obturateur entre Gitzo et Atoms mais l'objectif est un Anastigmat FAP 50 mm à 1/3.5. Comme souvent, la bobine spéciale difficile à se procurer est un lourd handicap et seule une centaine d'appareils est produite.
En 1948, le Norca C (ou Norca C mt pour métal) en aluminium vient résoudre ce problème. La FAP assemble désormais un objectif Anastigmat FAP 3.5 50 mm qui vient compléter l'offre.
Au salon de la photo de 1948, un prototype de Norca IIIa est présenté. C'est un 24 x 36 à obturateur à rideaux et objectif interchangeable à vis. La montée en puissance de la concurrence sur le créneau entraine l'abandon du modèle et des activités photographiques.

## Filiation des appareils
Plusieurs marques françaises de l'époque semblent avoir des liens entre elles et avec des fabricants américains avec lesquels elles semblent partager les moules. Entre autres, FAP avec Argus, Boumsell avec Monarch Mfg Co et Rower avec Universal mais ce ne sont que des constatations "physiques" non documentées,.

## Collection
Compte tenu de chiffres de productions assez faibles les trois versions de Norca sont rares voire très rares pour les versions en couleur. Le "Pin Up" est carrément un "mouton à cinq pattes",.